# Kabbala (Oratorium)

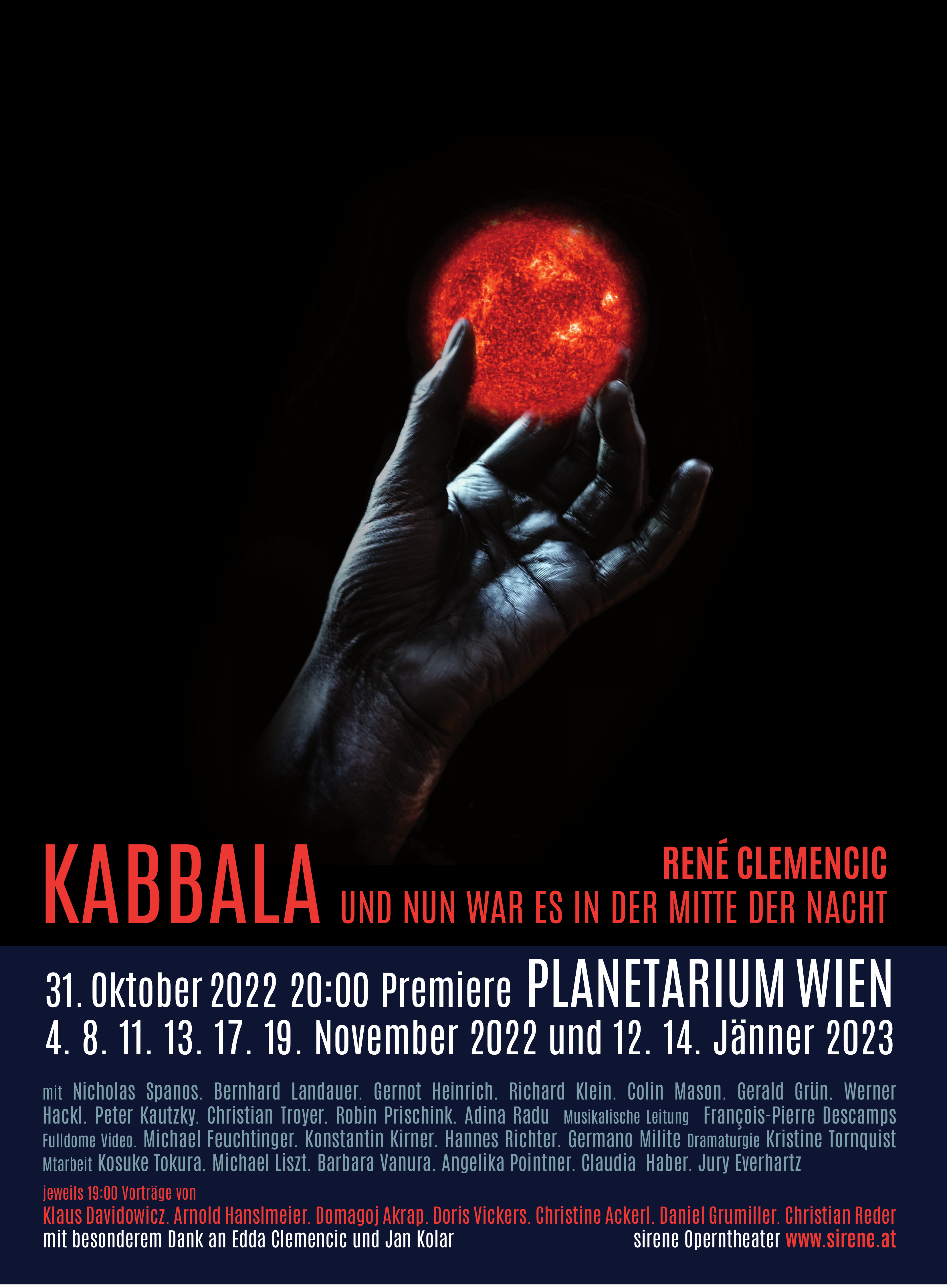
Kabbala sirene Operntheater

Kabbala oder Die vertauschten Schlüssel zu den 600.000 Gemächern des Schlosses ist ein Oratorium des österreichischen Komponisten René Clemencic aus dem Jahr 1992. Es wurde für das zweite Mittelfest in Cividale del Friuli komponiert.

## Gestaltung
Das Werk ist für fünf Gesangssolisten – zwei Countertenöre, zwei Tenöre und einen Bassbariton sowie sechs Instrumentalisten: Zink (oder Trompete), zwei Schlagzeuger und drei Posaunen komponiert, basiert auf einem Text in hebräischer Sprache und dauert etwa siebzig Minuten.
René Clemencic gibt zum Verständnis seines Oratoriums sinngemäß folgende Einleitung: Das hebräische Wort Kabbala bedeute in der Übersetzung „Überlieferung“. Sie sei das Fundament der jüdischen Mystik. In ihrer tiefen Tiefe gehe sie über alles spezifisch Jüdische im herkömmlichen Sinne hinaus und spreche vom Menschen und seinem Weg in dieser Welt. Behandelt werden sein Ausgesetztsein, seine Gottesferne und die Entfernung von seinem eigenen wahren Selbst. Die Kabbala spricht von den Bedingungen seiner Entwicklung und von der Selbstverwirklichung und von seiner Rückkehr ins himmlische Jerusalem.

„Die Musik ist, bedingt durch die hebräische Phonetik, sehr eigenwillig und wirkt durch den Einsatz von Countertenören und Schlagzeug erschreckend modern. Es befremdet zuweilen, etwa im sechsten Gesang, dass banale Effekte wie die Imitation von Hundegebell den Respekt vor geheiligten Texten infrage stellen. Es bestätigt die eigene Aussage des Komponisten, dass es ihm weniger um Ästhetik gehe, sondern die klangliche Wirkung im Vordergrund stehe. Die Begleitung der Singstimme ist abwechslungsreich und phantasievoll gestaltet. Besonders die Posaunen in den tiefen Lagen sind ein wirkungsvoller Kontrast zur Sopranlage der Tenöre. Das umfangreiche Schlagzeugarsenal kommt differenziert zum Einsatz.“

## Struktur

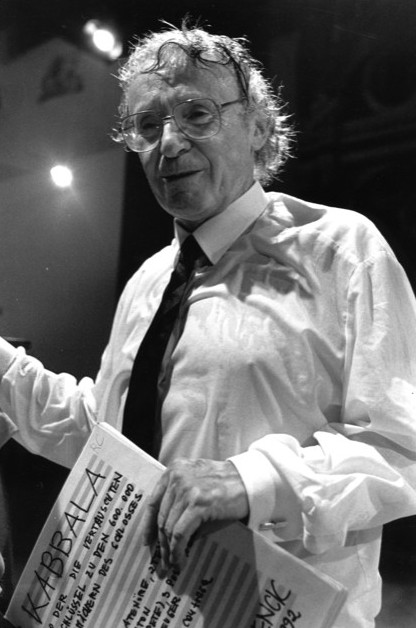
René Clemencic mit der Partitur der Kabbala

1. Prophetische Kabbala / Vokalpermutationen mit dem Tetragrammaton
2. Zimzum
3. Zehn Sefiroth / Zehn Gottesnamen
4. Die 22 heiligen Buchstaben
5. Meditation über den Anfang und den großen Gottesnamen
6. Bruch der Gefäße
7. Prophetische Kabbala / Die 72 Buchstabentriaden
8. Rückkehr nach vorne / Um Mitternacht / Weckruf
9. Krieg der Söhne des Lichtes und der Finsternis
10. Halleluja / Rückkehr ins himmlische Jerusalem

## Werkgeschichte

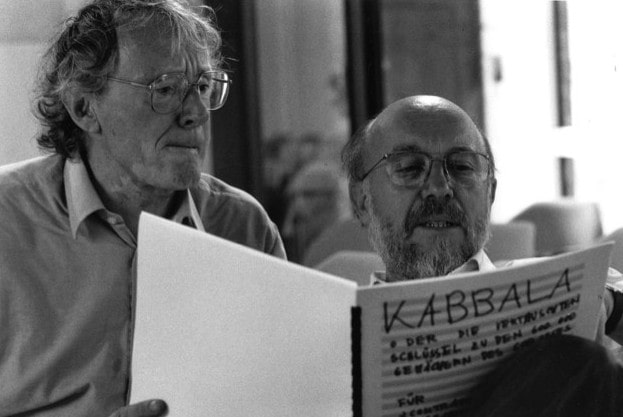
René Clemencic beim Studium der Partitur der Kabbala

Die Uraufführung fand am 29. Juli 1992 beim Mittelfest in Cividale del Friuli unter der Leitung des Komponisten mit David Cordier, Christopher Robson, Josep Benet, Edmund Brownless, Colin Mason, Doron Sherwin, Karl Kautzky, Josef Brezna, Peter Gallaun, Wolfgang Reithofer und Tom Henkes statt. Die österreichische Erstaufführung 1994 im Wiener Odeon im Rahmen der Woche Jüdischer Kultur wurde mit Jubel und Ovationen bedacht, ebenso die englische Erstaufführung 1996 in London. Es folgten eine Aufführung beim Frühlingsfestival am 29. März 2001 in der Großen Synagoge in Budapest und eine Aufführung im Gläsernen Saal des Wiener Musikvereins mit dem Clemencic Consort im Rahmen der Reihe Musica Antiqua am 5. März 2009 unter der Leitung von René Clemencic. Die Sänger waren Bernhard Landauer, Thomas Künne, Bernd Lambauer, Gernot Heinrich und Péter Csér. Eine CD-Aufnahme dieser Aufführung erschien 1993 bei Col legno Musikproduktion. Die französische Erstaufführung fand am 4. Dezember 2011 im Auditorium St. Pierre des Cuisines in Toulouse mit dem Ensemble Clément Janequin und Les Sacqueboutiers de Toulouse statt. Die szenische Erstaufführung erfolgte mit 12 öffentlichen Vorstellungen vom 30. Oktober 2022 bis zum 25. Januar 2023 durch das sirene Operntheater im Planetarium Wien bei Wien Modern 35 unter der Leitung von Francois-Pierre Descamps mit Nicholas Spanos, Bernhard Landauer, Richard Klein, Gernot Heinrich, Colin Mason und Gerald Grün, Werner Hackl, Peter Kautzky, Christian Troyer, Robin Prischink und Adina Radu. Das Konzept für die szenische Umsetzung entwarfen Kristine Tornquist und Jury Everhartz.